# 玉名市立睦合小学校
玉名市立睦合小学校（たまなしりつ むつあい しょうがっこう）は、熊本県玉名市岱明町古閑にある公立の小学校。

## 概要
歴史
明治初期に創立した小学校2校（上村今泉・美仲）が1885年（明治18年）に統合の上開校した。現校名となったのは2005年（平成17年）。2025年（令和7年）には創立（統合）140年を迎えた。
校訓
「やさしく、かしこく、たくましく」
学校教育目標
「郷土に誇りをもち、夢に向かって挑戦する児童生徒の育成」
（岱明中学校および岱明中校区小学校の共通の目標）
校章
桜の花弁を背景にして、中央に校名の「睦合」（縦書き）を配している。
校歌
作詞は野中長寿、作曲は古城秀雄による。歌詞は4番まであり、各番の歌詞中に校名の「睦合小学校」が登場する。
通学区域
玉名市岱明町のうち「開田、西照寺、古閑、上、三崎、庄山、睦合区、雲雀丘」。中学校区は玉名市立岱明中学校。

## 沿革
前身
- 1873年（明治6年）- 「蒙養堂」および「克己堂」が創立。
- 1876年（明治9年）- 蒙養堂が廃止の上、「公立上村今泉小学校」となる。
- 1879年（明治12年）- 克己堂が廃止の上、「公立美仲小学校」となる。

統合
- 1885年（明治18年）- 上記2校（上村今泉・美仲）が統合の上、「公立市井川小学校」となる。
- 1886年（明治19年）- 小学校令施行により、尋常科を設置の上、「尋常市井川小学校」に改称。
- 1889年（明治22年）4月1日 - 町村制施行により、玉名郡6村（上・庄山・古閑・開田・三崎・西照寺）が合併の上、「睦合村」が発足。
- 1892年（明治25年）-「睦合尋常小学校」（尋常科4年）に改称。
- 1904年（明治37年）4月 - 高等科（2年制）を併置の上、「睦合尋常高等小学校」（尋常科4年・高等科2年）に改称。
- 1908年（明治41年）4月 - 改正小学校令により、尋常科（義務教育年限）が4年制から6年制に改められる。従来の高等科1・2年を尋常科5・6年に改めるため、高等科を廃止の上「睦合尋常小学校」（尋常科6年）に改称。
- 1910年（明治43年）4月 - 高等科（2年制）を併置の上、「睦合尋常高等小学校」（尋常科6年・高等科2年）に改称。
- 1941年（昭和16年）4月1日 - 国民学校令施行により、「玉名郡睦合村睦合国民学校」と改称。尋常科を初等科に改める。
- 1947年（昭和22年）4月1日 - 学制改革が行われる（六・三制の実施）。
  - 国民学校初等科は、新制小学校「睦合村立睦合小学校」に改組・改称。
  - 国民学校高等科は青年学校普通科とともに、新制中学校「睦合村立睦合中学校」に改組・改称。
- 1949年（昭和24年）4月 - 築山村および大野村と組合を組織。中学校区が「大野村築山村睦合村中学校組合立 岱南第二中学校」となる。
- 1951年（昭和26年）4月 - 中学校が「大野村築山村睦合村中学校組合立 岱南中学校」に統合される。
- 1955年（昭和30年）4月1日 - 4村（大野・高道・睦合・鍋）合併により、「岱明村」が発足。「岱明村立睦合小学校」と改称。
- 1965年（昭和40年）4月1日 - 岱明村が町制施行の上「岱明町」となる。「岱明町立睦合小学校」と改称。
- 1971年（昭和46年）4月 - 中学校が岱明町立岱明中学校に統合される。
- 2005年（平成17年）10月3日 - 岱明町が玉名市と合併し、「玉名市立睦合小学校」（現校名）に改称。
- 2008年（平成20年）4月 - 2学期制を導入。

## 交通アクセス
最寄りの鉄道駅
- JR九州 鹿児島本線 「大野下駅」

最寄りの幹線道路
- 熊本県道168号大野下停車場西照寺線

## 周辺
- 睦合保育園
- 菅原神社